# Klövbergsgrottorna

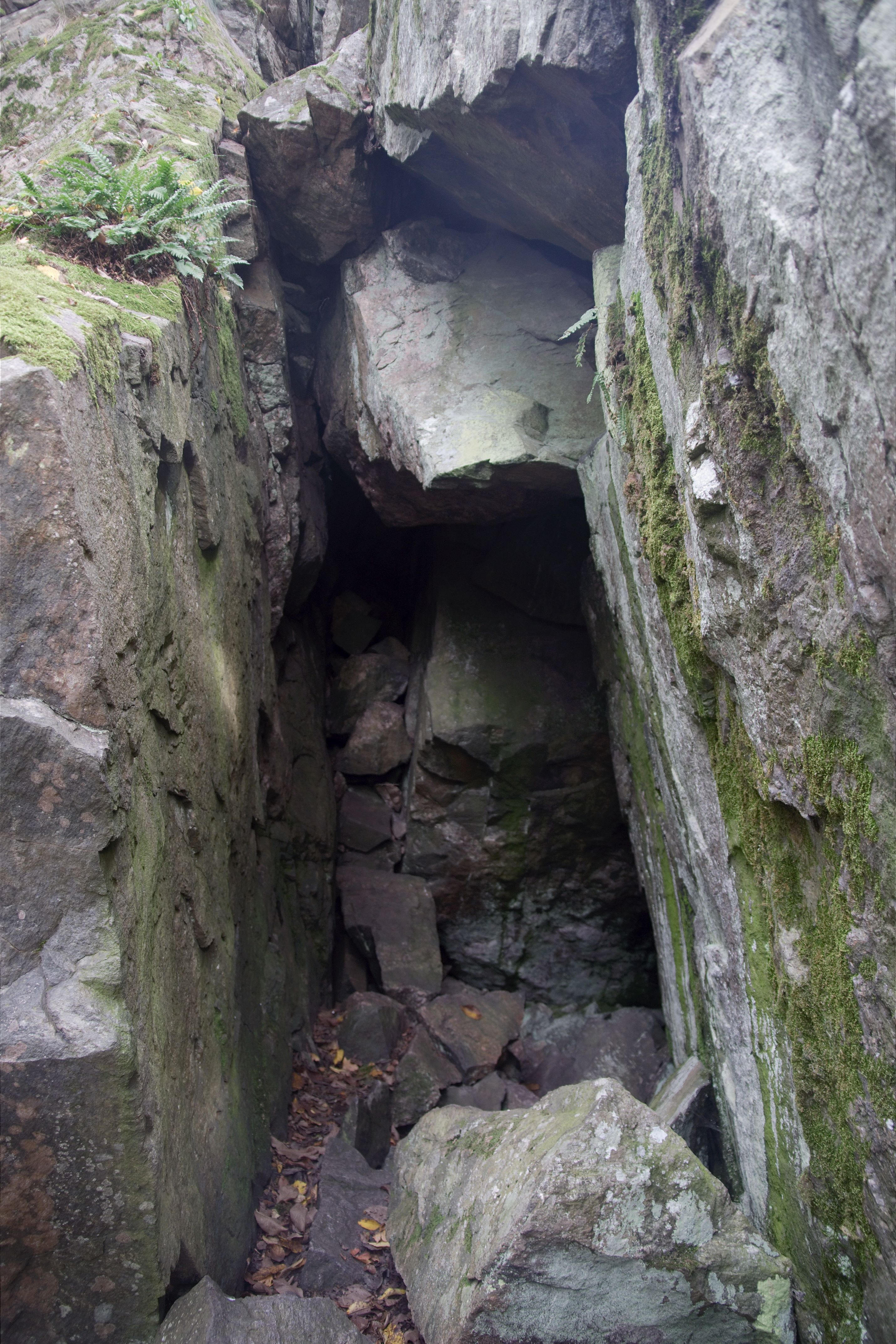
Klövbergsgrottan, ingång A

Klövbergsgrottorna är namnet på ett grottsystem i Tyresö kommun. Klövbergsgrottan ligger på Brevikshalvön vid Kalvfjärden.